# Allmendfeld
Allmendfeld is een plaats in de Duitse gemeente Gernsheim, deelstaat Hessen, en telt 600 inwoners (2005).